# Планирующий полёт (биология)

Планирующий полёт ящерицы индийского летучего дракона

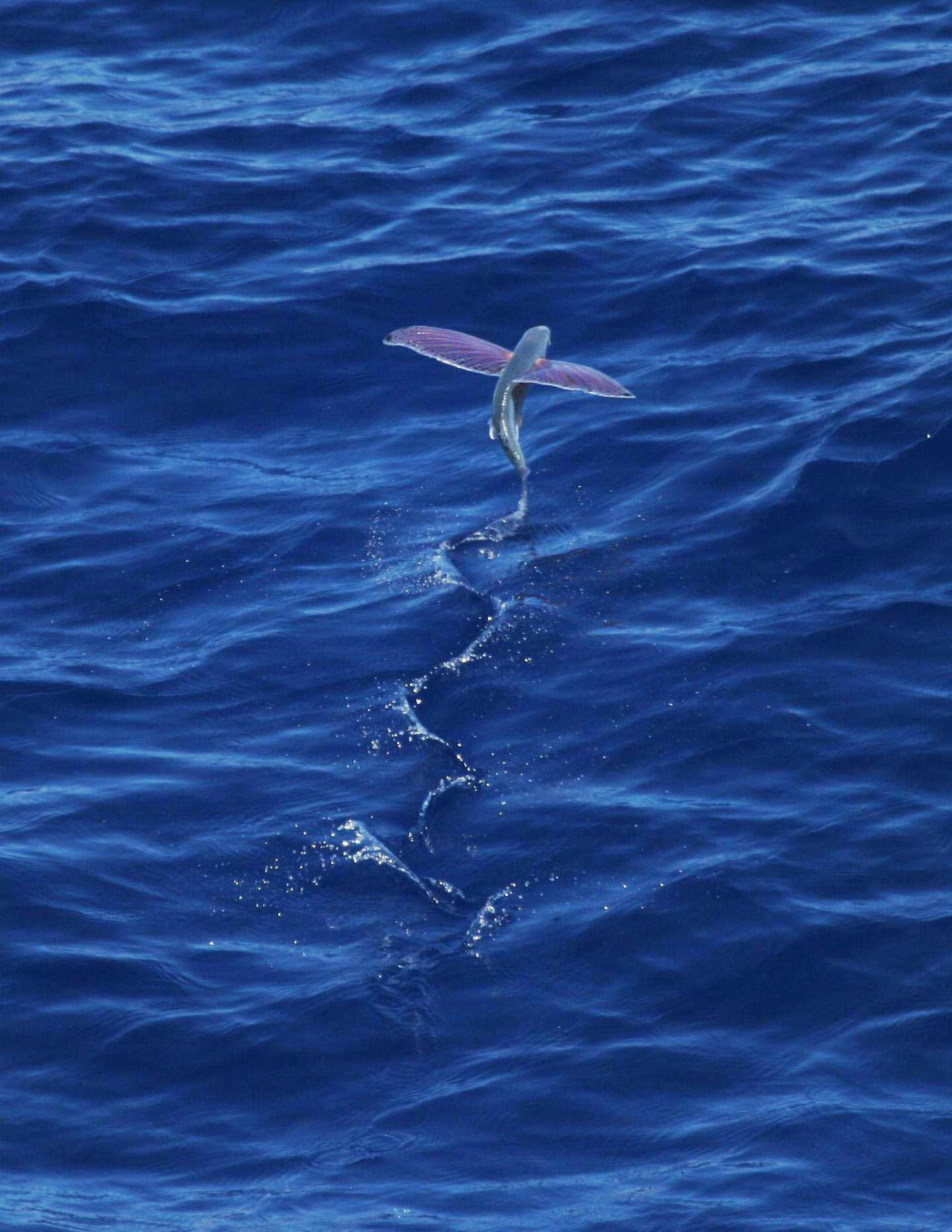
«Взлетающая» летучая рыба

Планирующий полёт — тип локомоции, адаптация животных из разных систематических групп к перемещению по воздуху без активных движений конечностей. Для его осуществления животные используют различные летательные перепонки, имеющие значительную площадь. Обычно при планирующем полёте животное постепенно теряет высоту, поэтому место приземления почти всегда находится ниже места взлёта и чем больше преодолённое во время полёта расстояние, тем ниже будет расположено место приземления. Однако у животных, использующих для полёта восходящие потоки воздуха, этого может и не происходить. Так, некоторые, как правило крупные, птицы используют восходящие потоки тёплого воздуха (термические потоки) для совершения длительного планирующего полёта, при котором высота не снижается, а наоборот увеличивается за счёт подъемной силы потока либо остается стабильной, если в её увеличении нет необходимости. Такой тип планирующего полёта у птиц называется парящий полёт, или парение. Большинством животных, кроме птиц, совершающих парящий полёт, планирование используется для преодоления промежутков между деревьями в лесах. Такие, способные к планирующему полёту, животные ведут древесный образ жизни и редко спускаются на землю. Планирующий полёт наиболее распространен среди животных, обитающих в тропических лесах (особенно в Юго-Восточной Азии, где леса менее густые, чем, например, в Южной Америке), и редко используется представителями фауны умеренных широт. Одним из немногих исключений является белка-летяга, обитающая на севере и северо-востоке Евразии. Для планирующего полёта она использует летательную перепонку: покрытую шерстью широкую кожную складку, натягиваемую между латеральными краями передних и задних конечностей и боками туловища.
Однако планирующий полёт освоили и некоторые морские животные. Летучие рыбы, используя свои очень удлиненные и широкие грудные плавники (некоторые их виды используют также и увеличенные брюшные плавники), могут, выпрыгивая из воды, осуществлять непродолжительный планирующий полёт, при котором они способны преодолевать расстояния до 50 метров, а при использовании потоков воздуха над водой и до 400 м. При этом они могут лететь на высоте до 5 метров над поверхностью воды.